# Lois Lane
Lois Lane (właśc. Lois Joanne Lane) – fikcyjna postać drugoplanowa występująca w komiksach o przygodach Supermana, które wydawane są przez DC Comics, oraz adaptacjach tychże komiksów.

## Pochodzenie postaci
Autorami postaci był duet twórców Supermana: scenarzysta Jerry Siegel i rysownik Joe Shuster. Pierwszy raz pojawiła się w komiksie Action Comics vol. 1 #1 (czerwiec 1938). Wśród inspiracji dla Lois Lane wymienia się kilka osób i postaci filmowych. Oficjalnie jej wygląd był wzorowany na modelce Joanne Siegel (przyszłej żonie Jerry’ego Siegela), którą Shuster i Siegel wynajęli by im pozowała (Joanne była wówczas nastolatką). Uważa się również, że kolejną inspiracją była Lois Amster Rothschild, była miłość Jerry’ego Siegela z czasów liceum. Osobowość postaci była wzorowana na postaci filmowej reporterki Torchy Blane (granej przez Glendę Farrell), znanej serii filmów z lat 30. XX wieku. Na powstanie postaci Lois Lane miał równiej wpływ życiorys znanej dziewiętnastowiecznej reporterki – Nellie Bly. Lois Lane jest jedną z kilku postaci w komiksach o Supermanie, której nazwisko jest aliteracją złożoną z liter LL, do których zaliczani są również Lex Luthor, Lana Lang i Lori Lemaris.

## Opis postaci
Lois jest ukazywana w komiksach przeważnie jako ciemnowłosa, pewna siebie kobieta. Jest miłością Supermana/Clarka Kenta. Pracuje razem z Clarkiem jako dziennikarka w redakcji gazety Daily Planet z miasta Metropolis. Z początku była zupełnie obojętna wobec Clarka, z drugiej zaś strony była zakochana w superbohaterze, nie zdając sobie sprawy, że to jedna i ta sama osoba (w historiach komiksowych często poznaje w końcu tożsamość bohatera). Przez lata jej relację z Clarkiem przedstawiano na różny sposób: od zwykłej koleżanki z pracy, zaciekłej rywalki, dziewczyny, aż w końcu jego żony. Lois jest ambitna i wścibska, chcąc zdobyć temat na artykuł jest niekiedy gotowa zaryzykować własnym życiem, przez co Superman wielokrotnie musiał ratować ją z opresji. W okresie tzw. srebrnej ery komiksu posiadała własną serię wydawniczą pod tytułem Superman’s Girl Friend, Lois Lane (wydawana w latach 1958–1974). W publikacjach ukazujących się po zakończeniu crossoveru zatytułowanego Crisis on Infinite Earths z 1985 roku wyjaśniono, że jest córką generała armii USA, Sama Lane’a, oraz że ma siostrę o imieniu Lucy. Po kolejnym restarcie uniwersum DC Comics (The New 52) z 2011, wprowadzono szereg zmian w relacjach Lois i Clarka.

## Adaptacje

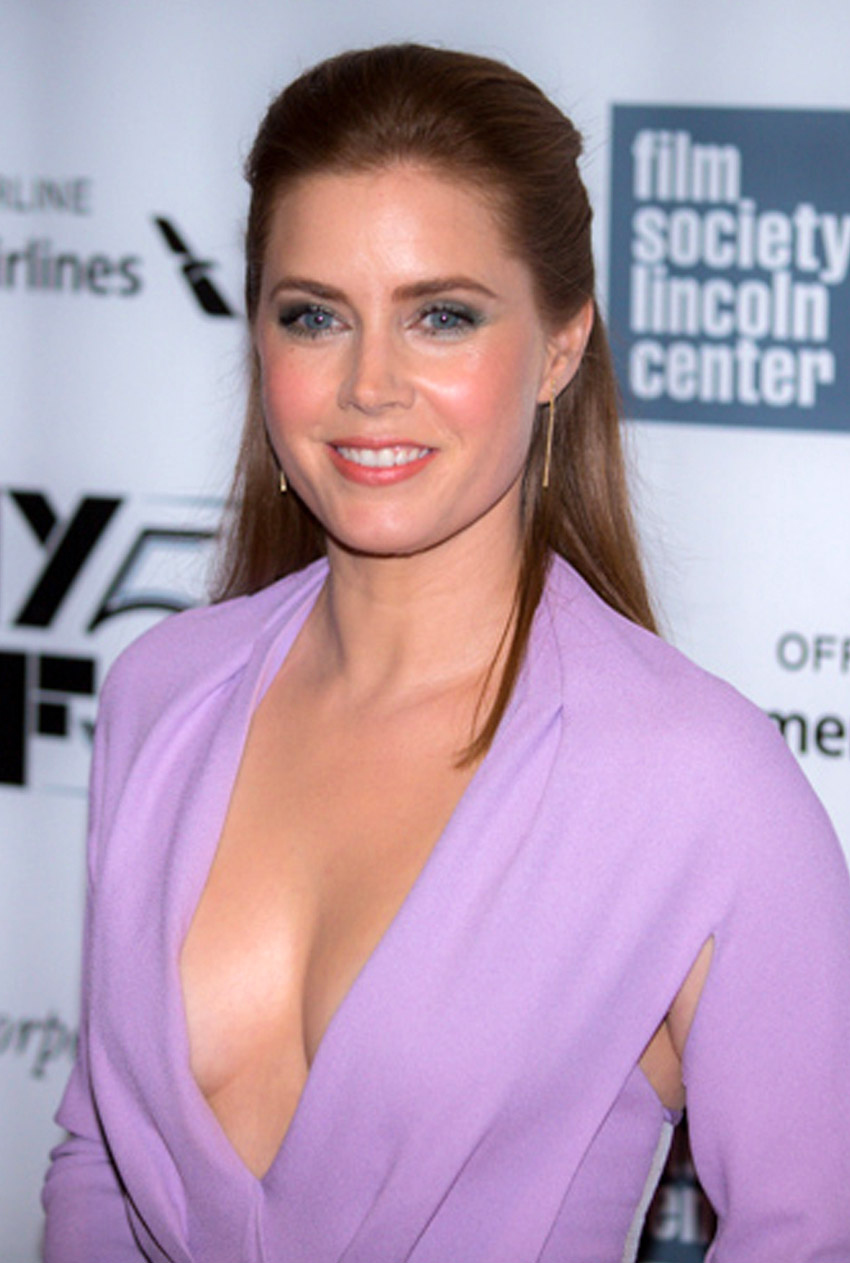
Wcielająca się w rolę Lois Lane, amerykańska aktorka Amy Adams (2013)

Postać Lois Lane gościła w niemal wszystkich adaptacjach komiksów o przygodach Supermana. Pierwszy raz w wersji aktorskiej zadebiutowała w serialu Superman z 1948 roku, oraz w pełnometrażowej kontynuacji pod tytułem Atom Man vs. Superman z 1950 roku, gdzie w postać przyjaciółki Supermana wcieliła się Noel Neill. W serialu telewizyjnym Adventures of Superman z lat 1952–1958, oraz w pełnometrażowym filmie Superman and the Mole Men z 1951 roku rolę Lois zagrała początkowo Phyllis Coates, którą później zastąpiła dawna odtwórczyni tej roli – Noel Neill. W 4-częściowej serii filmów kinowych, zapoczątkowanej obrazem Superman (Superman: The Movie) z 1978 roku, w reżyserii Richarda Donnera, w postać Lois wcieliła się Margot Kidder. W serialu telewizyjnym Nowe przygody Supermana (Lois & Clark: New Adventures of Superman) z lat 1993–1997 miłość człowieka ze stali zagrała Teri Hatcher. W serialu telewizyjnym Tajemnice Smallville (Smallville), jej rola została zagrana przez Ericę Durance. W pseudo-sequelu do serii filmów z lat 1978–1987 pod tytułem Superman: Powrót (Superman Returns) z 2006 roku (reżyseria Bryan Singer), następczynią Margot Kidder została aktorka Kate Bosworth. Nową filmową Lois Lane została Amy Adams, która zagrała tę postać w filmach w reżyserii Zacka Snydera: Człowiek ze stali (Man of Steel), Batman v Superman: Świt sprawiedliwości (Batman v Superman: Dawn of Justice) i Liga Sprawiedliwości (Justice League). W serialach i filmach animowanych różne aktorki użyczały jej głosu. Jedną z nich była Dana Delany, która użyczyła głosu Lois w serialach animowanych, których akcja rozgrywa się we wspólnym uniwersum (DC animated universe): Superman (Superman: The Animated Series), Liga Sprawiedliwych (Justice League) i Liga Sprawiedliwych Bez Granic (Justice League Unlimited), a także w serialu animowanym Batman (The Batman) z lat 2004–2008.

## Odbiór postaci
Lois znalazła się w zestawieniu „Najseksowniejszych komiksowych kobiet” Comics Buyer’s Guide na miejscu 78. W podobnym zestawieniu magazynu Maxim zajęła ona siódme miejsce.